# Rijko KC
Rijko is een Belgische korfbalclub gelegen in Rijkevorsel. 

## Geschiedenis
De club ontstond naar aanleiding van een samenwerking tussen de sportraad van Rijkevorsel en de KBKB. Na een reeks initiatietrainingen werd op 20 december 1990 korfbalclub Rijko opgericht. Ze is aangesloten bij de KBKB met stamnummer 100.
Met 345 aangesloten leden (2020) is ze een van de grootste korfbalclubs van België. Rijko staat momenteel in hoofdklasse 1.

## Competities
Dit veldseizoen (2016-2017) staat de ploeg in hoofdklasse 1, Dit is het 3de niveau in het Belgische korfbal. Na Topkorfbal League en Promokorfbal League. Voor het zaalseizoen (oktober tem April) staat de ploeg ook in hoofdklasse 1